# María del Monte Vasco Gallardo
María del Monte Vasco Gallardo (Viladecans, Baix Llobregat, 26 de desembre de 1975), més coneguda com a María Vasco, és una atleta catalana que ha estat especialista en proves de marxa. Obtingué una medalla de bronze als Jocs Olímpics d'Estiu el 2000 a Sydney (Austràlia), en la cursa dels 20 km marxa, amb la qual es convertia en la primera atleta espanyola a aconseguir una medalla olímpica i es convertia en esportista català de l'any en 2000 i 2007.
Al llarg de la seva carrera ha batut els rècords d'Espanya en 5 km, 10 km i 20 km en ruta i els de 3.000 m, 5.000 m i 10.000 m en pista, dels quals conserva actualment els de ruta, després de la irrupció de Julia Takacs.

## Carrera esportiva

### Inicis
María Vasco es va iniciar al món de l'atletisme des de ben petita. Va començar amb Manolo Díaz al Club Atletisme Viladecans, on des del començament va fer evident la seva naturalitat per fer marxa. Tenia com a exemple dues grans marxadores catalanes, María Reyes Sobrino i Mari Cruz Díaz, i un altre gran de la marxa catalana, Valentí Massana, tots ells naturals de Viladecans.
Pràcticament des del començament quedava primera totes les competicions en les quals participava, guanyava en nombrosos campionats de Catalunya i d'Espanya a les categories inferiors, i ho feia sense cap advertència gràcies a la seva bona tècnica natural marxant. El 1990 va participar en la seva primera competició internacional, el Campionat Mundial Júnior de la IAAF, on quedà en 15è lloc. Entre 1992 i 1994 va guanyar tres cops seguits tant el Campionat d'Espanya Júnior de 5 km en pista com en ruta, a més dels 3.000 m en pista. A la prova dels 5.000 es quedà dues vegades a punt de pujar al podi en els Campionats Júnior europeu i mundial.

### Consolidació

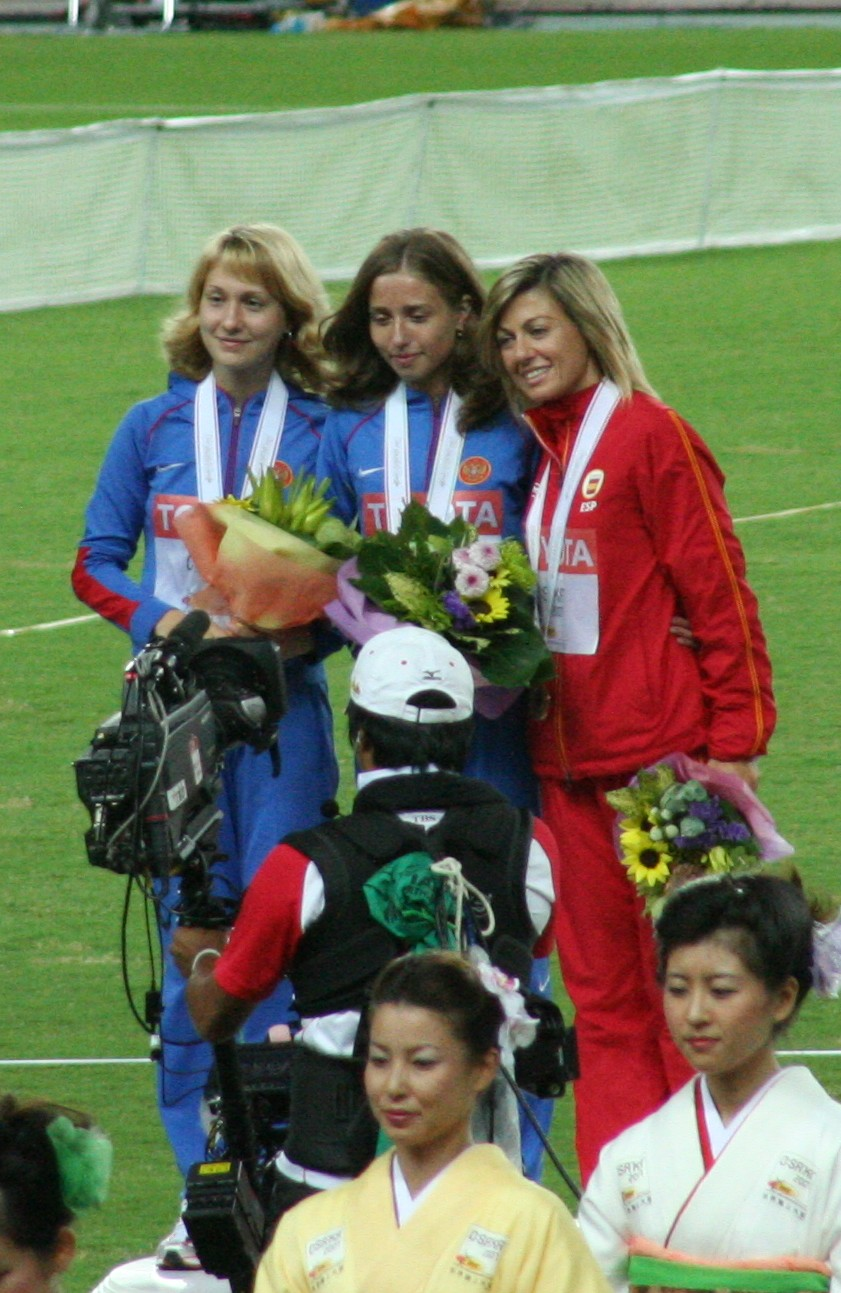
Olga Kaniskina, Tatiana Shemiakina i Maria Vasco, medallistes a Osaka 2007

Des de 1995 participa en competicions absolutes. A Espanya ha estat la dominadora absoluta de la marxa durant més de 10 anys. Va ser campiona de 10 km ruta (1996) i pista aire libre (1997, 1998, 1999, 2001, 2002, 2003, 2004 i 2005) i de 20 km ruta (1998, 2001, 2002, 2003 i 2004). Al campionat de Catalunya ha vençut en els 10 km (1995) i en quatre ocasions als 20 km (2001, 2002, 2004 i 2007), tots en ruta.
Pel que fa a les competicions internacionals, la seva primera gran cita fou els Campionat del Món de Göteborg 1995. Però les millors actuacions en aquesta primera etapa foren el 5è lloc al Campionat d'Europa de Budapest i el 7è a la Copa d'Europa de Dudince. Totes dues foren el 1998 i en els 10 km. Un any abans havia estat segona al Campionat d'Europa sub-23 en aquella mateixa prova. Des de 1999 va deixar de banda els 10 km per a centrar-se als 20.
El punt d'inflexió en la carrera de María Vasco va ser la medalla de bronze als Jocs Olímpics de Sydney 2000, per darrere de Wang Liping i Kjersti Plätzer. La medalla va ser una sorpresa perquè no era entre les favorites, però, a més a més, perquè es tractava de la primera medalla de l'atletisme espanyol femení.

### Maduresa
Des de llavors, María Vasco ha continuat ampliant el seu palmarès. Els seus èxits més importants han estat les medalles aconseguides a la Copa del Món de marxa atlètica 2004 (bronze), als Jocs Mediterranis de 2005 (argent) i als Campionats del Món d'atletisme de 2007 (bronze). Als Jocs Olímpics va aconseguir dos diplomes per les seves setena i cinquena plaça a Atenes 2004 i Beijing 2008, respectivament.
En 2009 va formar al municipi on resideix, Santa Margarida de Montbui, el seu propi equip: el Club Atletisme María Vasco, conegut abans de novembre de 2008 com a Club Atletisme Montbui. Per tal d'atraure els patrocinadors va canviar-li el nom al club del qual és fundadora i propietària. Completa el planter de l'equip el seu marit, el també marxador José Antonio González Cobacho. Al maig, María Vasco va guanyar la seva primera gran cursa internacional: la VIII Copa d'Europa disputada a Metz. Tot i això, a la seva posterior participació en els Mundials de Berlín no va acomplir els bons pronòstics i acabà retirant-se. Malgrat el resultat esportiu, María Vasco va esdevenir a Berlín la primera atleta espanyola que participa en set Campionats del Món diferents. El 2010 arribà el seu segon triomf a la Copa del Món de Chiuahua, Mèxic.
Aquell estiu se celebrà el Campionat d'Europa a Barcelona, ben prop de la seva Viladecans natal. A banda dels grans resultats anteriors, María Vasco va treballar al llarg de tota la temporada el circuit i es va entrenar a Sierra Nevada, per la qual cosa les expectatives eren màximes. Però a l'hora de la cursa es va veure obligada a retirar-se al quilòmetre 10 per molèsties als isquitobilials. Les temporades següents es va trobar lluny dels llocs de privilegi als principals campionats internacionals i als nacionals com estava acostumada i això va posar fi a la seva hegemonia davant d'atletes com la també viladecanenca Beatriz Pascual. Tot i això, la seva darrera cursa de 20 km marxa va ser a Londres 2012, on malgrat fer una gran marca no va aconseguir diploma de finalista.
Al 2013 va anunciar la seva retirada de la competició per dedicar-se a dirigir el seu propi equip i encetar altres projectes vitals.

## Després de la retirada
Viu a Menorca, on fa d'entrenadora d'esport i salut, i assessora al gimnàs Holmes Place de Barcelona.

## Resultats internacionals destacats
| Any  | Competició                 | Lloc                   | Resultat | Prova   |
| ---- | -------------------------- | ---------------------- | -------- | ------- |
| 1992 | Campionat del Món Júnior   | Seül, Corea del Sud    | 6a       | 5.000 m |
| 1993 | Campionat d'Europa Júnior  | Sant Sebastià, Espanya | 4a       | 5.000 m |
| 1994 | Campionat del Món Júnior   | Lisboa, Portugal       | 4a       | 5.000 m |
| 1995 | Campionat del Món          | Goteborg, Suècia       | 26a      | 10 km   |
| 1996 | Jocs Olímpics              | Atlanta, Estats Units  | 28a      | 10 km   |
| 1997 | Campionats d'Europa sub-23 | Turku, Finlàndia       | 2a       | 10 km   |
| 1998 | Copa d'Europa de marxa     | Dudince, Eslovàquia    | 7a       | 20 km   |
| 1998 | Campionat d'Europa         | Budapest, Hongria      | 5a       | 10 km   |
| 1999 | Campionat del Món          | Sevilla, Espanya       | 10a      | 20 km   |
| 2000 | Jocs Olímpics              | Sydney, Austràlia      | 3a       | 20 km   |
| 2001 | Copa d'Europa de marxa     | Dudince, Eslovàquia    | 7a       | 20 km   |
| 2001 | Campionat del Món          | Edmonton, Canadà       | 5a       | 20 km   |
| 2002 | Campionat d'Europa         | Múnic, Alemanya        | Retirada | 20 km   |
| 2002 | Copa del Món de marxa      | Torí, Itàlia           | 8a       | 20 km   |
| 2003 | Copa d'Europa de marxa     | Txeboksari, Rússia     | 3a       | 20 km   |
| 2003 | Campionat del Món          | París, França          | Retirada | 20 km   |
| 2004 | Jocs Olímpics              | Atenes, Grècia         | 7a       | 20 km   |
| 2004 | Copa del Món de marxa      | Naumburg, Alemanya     | 3a       | 20 km   |
| 2005 | Campionat del Món          | Hèlsinki, Finlàndia    | 4a       | 20 km   |
| 2005 | Jocs del Mediterrani       | Almeria, Espanya       | 2a       | 20 km   |
| 2006 | Campionat d'Europa         | Goteborg, Suècia       | 15a      | 20 km   |
| 2007 | Copa d'Europa de marxa     | Leamington, Regne Unit | 5a       | 20 km   |
| 2007 | Campionat del Món          | Osaka, Japó            | 3a       | 20 km   |
| 2008 | Copa del Món de marxa      | Txeboksari, Rússia     | 5a       | 20 km   |
| 2008 | Jocs Olímpics              | Beijing, Xina          | 5a       | 20 km   |
| 2009 | Copa d'Europa de marxa     | Metz, França           | 1a       | 20 km   |
| 2009 | Campionat del Món          | Berlín, Alemanya       | Retirada | 20 km   |
| 2010 | Copa del Món de marxa      | Chihuahua, Mèxic       | 1a       | 20 km   |
| 2010 | Campionat d'Europa         | Barcelona, Catalunya   | Retirada | 20 km   |
| 2011 | Copa d'Europa de marxa     | Olhão, Portugal        | 4a       | 20 km   |
| 2011 | Campionat del Món          | Daegu, Corea del Sud   | 13ª      | 20 km   |
| 2012 | Copa del Món de marxa      | Saransk, Rússia        | Retirada | 20 km   |
| 2012 | Jocs Olímpics              | Londres, Regne Unit    | 10a      | 20 km   |

## Millors marques
- En pista:

- 3.000 m marxa - 12´20"44 (Gavà, 2004)
- 5.000 m marxa - 20´57"11 (Campionat de Catalunya OPEN, 2007)
- 10.000 m marxa - 43´02"04 (València, 2001)

- En ruta:

- 5 km marxa - 21´04" (Barcelona, 2005) RE
- 10 km marxa - 43´02" (Budapest, 1998) RE
- 20 km marxa - 1h 27´25" (Pequín, 2008) RE
- Mitja Marató - 1h 21´ 0" (Tarragona, 2001)

Llegenda: RE= Rècord d'Espanya.

## Honors
- Millor atleta espanyola: 2000.
- Millor atleta catalana: 1998, 1999, 2000, 2001, 2004,[8] 2007[9] i 2008.[10]
- Filla adoptiva de Viladecans: 2012